# Rally internazionale di Messina
Il Rally internazionale di Messina è stata una competizione di rally che si è svolta a Messina.

## Storia

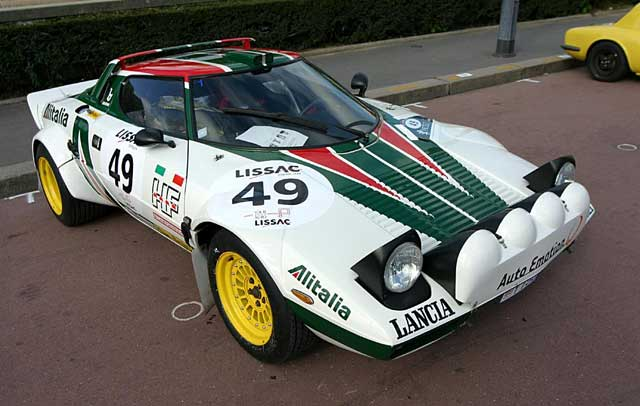
La Lancia Stratos ha vinto la 1ª edizione del Rally nel 1979

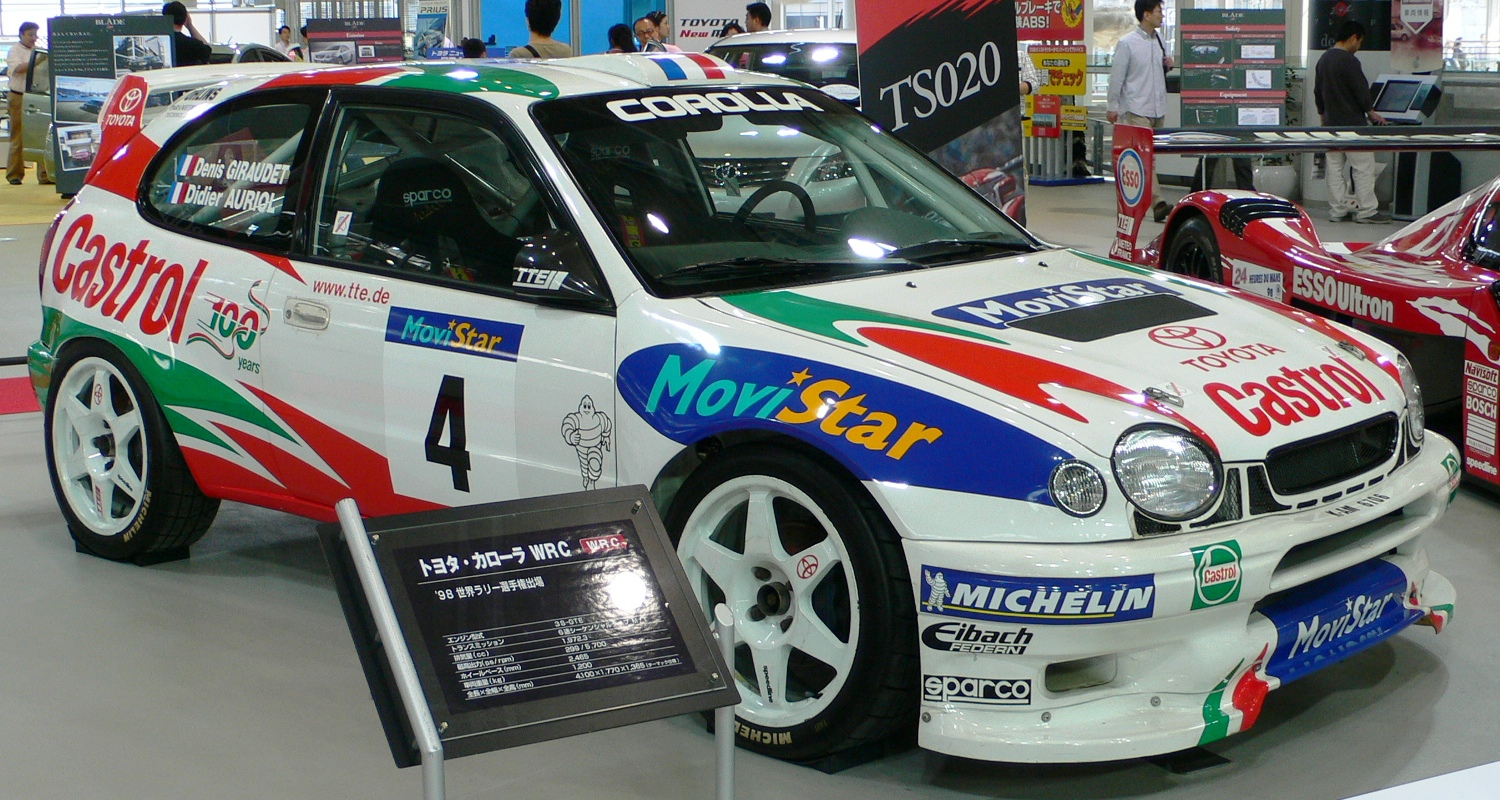
La Toyota Corolla WRC ha vinto quattro edizioni del Rally (1999, 2000, 2003 e 2004)

L'evento si è svolto per 26 edizioni, dal 1979 al 2004 e faceva parte del programma sia del Campionato europeo rally che del Campionato Italiano Rally.
Molti dei migliori piloti italiani, per diversi anni, si sono contesi il titolo italiano nella competizione di Messina, in quanto si trattava di una delle ultime gare della stagione, e spesso decisiva. Tra i vincitori si ricordano Andrea Aghini, Franco Cunico e Piero Liatti.

## Edizioni
| Ed. | Stagione | Campionato                                         | Pilota                      | Auto                        |
| --- | -------- | -------------------------------------------------- | --------------------------- | --------------------------- |
| 1   | 1979     |                                                    | Sergio Montalto             | Lancia Stratos              |
| 2   | 1980     | Campionato Italiano Rally                          | Antonio Borruso             | Porsche 911 SC              |
| 3   | 1981     | Campionato Italiano Rally                          | Paolo Pasutti               | Porsche 911 SC              |
| 4   | 1982     | Campionato Italiano Rally                          | Ninni Runfola               | Lancia Stratos              |
| 5   | 1983     |                                                    | Nunzio Panebianco           | Opel Kadett GTE             |
| 6   | 1984     | Campionato Italiano Rally                          | Ninni Runfola               | Lancia 037                  |
| 7   | 1985     | Campionato Italiano Rally                          | Roberto Rosselli            | Lancia 037                  |
| 8   | 1986     | Campionato Italiano Rally                          | Andrea Zanussi              | Peugeot 205 Turbo 16        |
| 9   | 1987     | Campionato Italiano Rally                          | Piero Liatti                | Lancia 037                  |
| 10  | 1988     | Campionato Italiano Rally                          | Maurizio Ferrecchi          | Lancia Delta Integrale 8v   |
| 11  | 1989     | Campionato Italiano Rally                          | Franco Cunico               | Ford Sierra Cosworth        |
| 12  | 1990     | Campionato Italiano Rally                          | Piero Liatti                | Lancia Delta Integrale 16v  |
| 13  | 1991     | Campionato Italiano Rally                          | Franco Cunico               | Ford Sierra Cosworth        |
| 14  | 1992     | Campionato Italiano Rally                          | Piero Longhi                | Lancia Delta Integrale 16v  |
| 15  | 1993     | Campionato Italiano Rally                          | Vanio Pasquali              | Ford Sierra Cosworth        |
| 16  | 1994     | Campionato Italiano Rally                          | Giovanni Russo              | Renault Clio Williams       |
| 17  | 1995     | Campionato Italiano Rally                          | Piero Liatti                | Subaru Impreza              |
| 18  | 1996     | Campionato europeo rally Campionato Italiano Rally | Andrea Dallavilla           | Toyota Celica GT            |
| 19  | 1997     | Campionato europeo rally Campionato Italiano Rally | Andrea Dallavilla           | Subaru Impreza              |
| 20  | 1998     | Campionato europeo rally Campionato Italiano Rally | Andrea Dallavilla           | Subaru Impreza              |
| 21  | 1999     | Campionato europeo rally Campionato Italiano Rally | Andrea Aghini               | Toyota Corolla WRC          |
| 22  | 2000     | Campionato europeo rally Campionato Italiano Rally | Piero Longhi                | Toyota Corolla WRC          |
| 23  | 2001     | Campionato europeo rally Campionato Italiano Rally | Gianluca Vita               | Renault Mégane Kit          |
| 24  | 2002     | Campionato europeo rally Campionato Italiano Rally | Maurizio Ferrecchi          | Peugeot 206 WRC             |
| 25  | 2003     | Campionato europeo rally Campionato Italiano Rally | Salvatore Riolo             | Toyota Corolla WRC          |
| 26  | 2004     | Campionato Italiano Rally                          | Alessandro Battaglin        | Toyota Corolla WRC          |
| 27  | 2005     | Campionato italiano internazionale                 | L'evento è stato cancellato | L'evento è stato cancellato |